# 松平賢二
松平 賢二（まつだいら けんじ、1989年4月6日 - ）は、石川県七尾市出身のプロ卓球選手.YouTuber。松平兄弟の次男。2012世界卓球選手権団体の銅メダリスト。全日本選手権大会混合ダブルス優勝。アジアジュニア選手権男子団体日本初.男子ダブルスの金メダリスト。ITTFグランドファイナルU21男子シングルス初のメダリスト（銅）。現在は協和発酵キリンに所属、2018-19シーズンはTリーグの琉球アスティーダの選手として試合に出場。2009年の第50回世界卓球選手権個人戦に弟の松平健太と共に出場。世界ランクU21男子シングルス7位。

## 経歴
2006年の全日本卓球選手権ではシングルスでベスト16、ダブルスでは3位となった。2007年の全日本卓球選手権ではジュニアで準優勝、インターハイでは水谷隼とのダブルスで松平健太、上田仁組を破り優勝を果たした。2008年には全日本学生卓球選手権シングルスで優勝、12月に東京都北区のナショナルトレーニングセンターで行われた日本代表選考会で翌年の第50回世界卓球選手権個人戦の代表に選出された。
世界選手権直前の4月12日に行われた第18回日本リーグ・ビッグトーナメントでは木方慎之介、吉田海偉、韓陽、水谷隼を破り優勝した。
世界選手権ではシングルス2回戦で王励勤から1ゲームを取ったが敗れ、ダブルスは上田仁とのペアで呉尚垠、柳承敏組から先に2ゲームを取ったものの、2-4で敗れベスト16で終えた。同年秋からは卓球ブンデスリーガに参戦することが決定している。
2010年1月に行われた平成21年度全日本卓球選手権では吉田に準決勝で敗れたが初のベスト4となった。
2013年にはパリで行われた世界卓球選手権日本代表に、弟の健太、妹の松平志穂とともに日本で初の３兄弟選出となり話題となった。
2017年にVICTASの契約選手となる。
2018年に発足したTリーグの琉球アスティーダに入団した。
2024年にカザフスタンのアスタナで開催されたアジア卓球選手権において、順位決定戦で勝利し世界選手権への出場権を獲得した。
2025年4月にはJOOLAとの契約を発表した。

## 主な戦績
2003年
- 全日本卓球選手権大会カデットの部 男子ダブルス優勝（松平健太ペア）

2008年
- 第75回全日本大学総合卓球選手権大会個人の部 男子シングルス 優勝、男子ダブルス 優勝（大矢英俊ペア）

2009年
- 第18回日本卓球リーグ・ビッグトーナメント 男子シングルス 優勝

2010年
- 平成21年度全日本卓球選手権大会 男子シングルス 3位、男子ダブルス 3位（上田仁ペア）

2012年
- 平成23年度全日本卓球選手権大会 男子シングルス 3位、混合ダブルス 優勝（若宮三紗子ペア）
- 世界卓球選手権 男子団体 銅メダル
- 第20回アジア卓球選手権大会 混合ダブルス 銅メダル（若宮三紗子ペア）

2014年
- 第48回全日本社会人卓球選手権 男子シングルス 優勝
- 第23回日本卓球リーグ・ビッグトーナメント 男子シングルス 準優勝

2015年
- 第49回全日本社会人卓球選手権 男子ダブルス 優勝（上田仁ペア）
- 第24回日本卓球リーグ・ビッグトーナメント 男子シングルス 優勝

2016年
- 第50回全日本社会人卓球選手権 男子ダブルス 優勝（二連覇）（上田仁ペア）

2018年
- 第27回日本卓球リーグ・ビッグトーナメント 男子シングルス 優勝

2023年
- 第57回全日本社会人卓球選手権 男子シングルス 優勝

2024年
- 2024年アジア卓球選手権アルマトイ大会（個人戦）兼 2025年世界卓球選手権ドーハ大会（個人戦）アジア大陸予選会 男女日本代表選手選考会 男子シングルス 優勝[12]

## Tリーグの成績
| シーズン | 所属チーム       | 背番号 | シングルス   | シングルス | シングルス | ダブルス     | ダブルス | ダブルス |
| シーズン | 所属チーム       | 背番号 | マッチ出場数 | 勝利数     | 敗戦数     | マッチ出場数 | 勝利数   | 敗戦数   |
| -------- | ---------------- | ------ | ------------ | ---------- | ---------- | ------------ | -------- | -------- |
| 2018-19  | 琉球アスティーダ | 46     | 1            | 0          | 1          | 1            | 0        | 1        |

## テレビ番組
- ジョブチューン アノ職業のヒミツぶっちゃけます!（2014年1月11日、TBS）- 弟:松平健太と共に出演[13]
- 卓球ジャパン！ 松平兄弟が共演！（2021年11月6日、BSテレ東）[14]